# 布雷肯里奇 (伊利諾伊州)
布雷肯里奇（英語：Breckinridge）是位於美國伊利諾伊州桑加蒙縣的一個非建制地區。該地的面積和人口皆未知。

## 地理
布雷肯里奇的座標為39°41′56″N 89°26′51″W / 39.69889°N 89.44750°W，而該地的平均海拔高度為179米（即587英尺）。